# Аксиома упаривања
У аксиоматској теорији скупова и областима логике, математике, и рачунарства које се њоме користе, аксиома упаривања је једна од аксиома Зермело-Френкел теорије скупова.

## Формални исказ
У формалном језику Зермело-Френкел аксиома, аксиома гласи:
{\displaystyle \forall A\,\forall B\,\exists C\,\forall D\,[D\in C\iff (D=A\lor D=B)]}
или написано речима:
За било који дати скуп A и било који скуп B, постоји скуп C, такав да, за било који дати скуп D, D је члан C ако и само ако D је једнако A или D је једнако B.
Или простије речено:
За два дата скупа, постоји скуп чији су елементи управо два дата скупа.

## Интерпретација
Ова аксиома заправо каже да за два дата скупа A и B, може да се нађе скуп C, чији су елементи тачно A и B.
Може да се користи аксиома екстензионалности да се покаже да је овај скуп C јединствен.
Скуп C се назива паром за A и B, и означава се са {, }.
Значи, суштина аксиоме је:
Свака два скупа имају пар.
{, } се скраћено записује као {}, и назива се синглтон који садржи A.
Ваља уочити да је синглтон посебан случај пара.
Аксиома упаривања такође допушта дефиницију уређених парова. За свака два скупа {\displaystyle a} и {\displaystyle b}, уређени пар се дефинише на следећи начин:
{\displaystyle (a,b)=\{\{a\},\{a,b\}\}.\,}
Ова дефиниција задовољава услов
{\displaystyle (a,b)=(c,d)\iff a=c\land b=d.}
Уређена n-торка може рекурзивно да се дефинише на следећи начин:
{\displaystyle (a_{1},\ldots ,a_{n})=((a_{1},\ldots ,a_{n-1}),a_{n}).\!}

## Не-независност
Аксиома упаривања се генерално сматра неконтроверзном, и она или њен еквивалент се појављује у мање-више свакој алтернативној аксиоматској теорији скупова. Па ипак, у стандардној формулацији Зермело-Френкел теорије скупова, аксиома упаривања следи из шеме аксиома замене примењене на било који дати скуп са два или више елемената, и стога се понекад изоставља. Постојање таквог скупа са два елемента, као што је { {}, { {} } }, може да се дедукује било из аксиоме празног скупа и аксиоме партитивног скупа или из аксиоме бесконачности.

## Уопштење
Заједно са аксиомом празног скупа, аксиома упаривања може да се уопшти у следећу шему:
{\displaystyle \forall A_{1}\,\ldots \,\forall A_{n}\,\exists C\,\forall D\,[D\in C\iff (D=A_{1}\lor \cdots \lor D=A_{n})]}
то јест:
За било који дати коначни број скупова  до , постоји скуп C чији елементи су управо  до .
Овај скуп C је такође јединствен по аксиоме екстензионалности, и означава се као {}.
Наравно, није могуће ригорозно говорити о коначном броју скупова ако претходно није дефинисан (коначан) скуп коме поменути скупови припадају.
Стога ово није један исказ већ шема, са засебним исказом за сваки природан број n.
- Случај  = 1 је аксиома упаривања за  = 1 и  = 1.
- Случај  = 2 је аксиома упаривања за  = 1 и  = A2.
- Случајеви n > 2 могу да се докажу узастопним коришћењем аксиоме упаривања и аксиоме уније.

На пример, како би се доказао случај n = 3, користи се аксиома упаривања три пута да се произведе пар {1, 2}, синглтон {3}, а затим пар {{1,2},{3}}.
Аксиома уније затим производи жељени резултат, {1,2,3}. Ова шема може да се прошири да укључује n = 0 ако се тај случај интерпретира као аксиома празног скупа.
Стога, ова аксиома може да се користи као шема аксиома уместо аксиоме празног скупа и аксиоме упаривања. Међутим, уобичајено је да се аксиома празног скупа и аксиома упаривања користе засебно, а затим да се докаже ово уопштење као шема теорема. Његово усвајање као шеме аксиома не би заменило аксиому уније, која би и даље била потребна за друге ситуације.

## Још једна алтернатива
Још једна аксиома која имплицира аксиому упаривања у присуству аксиоме празног скупа гласи:
{\displaystyle \forall A\,\forall B\,\exists C\,\forall D\,[D\in C\iff (D\in A\lor D=B)]}.
Узимањем {} за  а x за B, добија се {} за C. Затим се узма {} за  а y за B, што даје {} за C. Може да се настави са овим и да се изгради било који коначан скуп. И ово може да се користи да се генеришу сви наследно коначни скупови без коришћења аксиоме избора.